# (9553) Colas
(9553) Colas (1985 UG2) – planetoida z grupy pasa głównego asteroid okrążająca Słońce w ciągu 3,26 lat w średniej odległości 2,2 j.a. Odkryta 17 października 1985 roku.